# Zamek Dolny w Teplicach nad Metují
Zamek Dolny w Teplicach nad Metují – zamek  w miejscowości Teplice nad Metují, położonej w Czechach, w kraju hradeckim, w Sudetach Środkowych. W górnej części miasta znajduje się Zamek Górny.
Barokowy pałac zwany zamkiem został zbudowany w 1694 roku przez Ferdynanda Wenzela Schmiedela barona von Schmieden.
W dwóch kartuszach na ścianie frontowej (nad wejściem i oknem) znajdują się herb budowniczego.

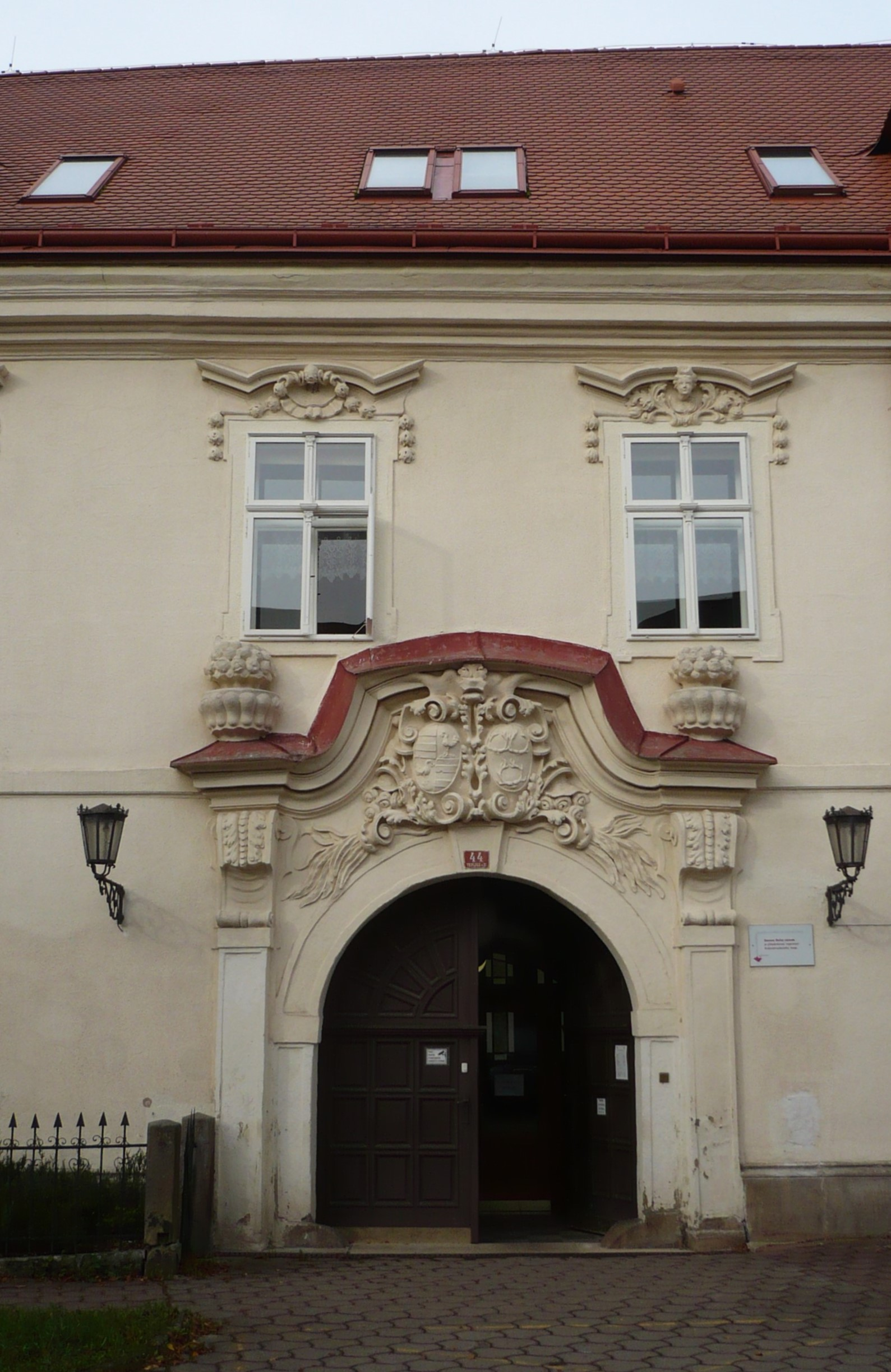
Portal
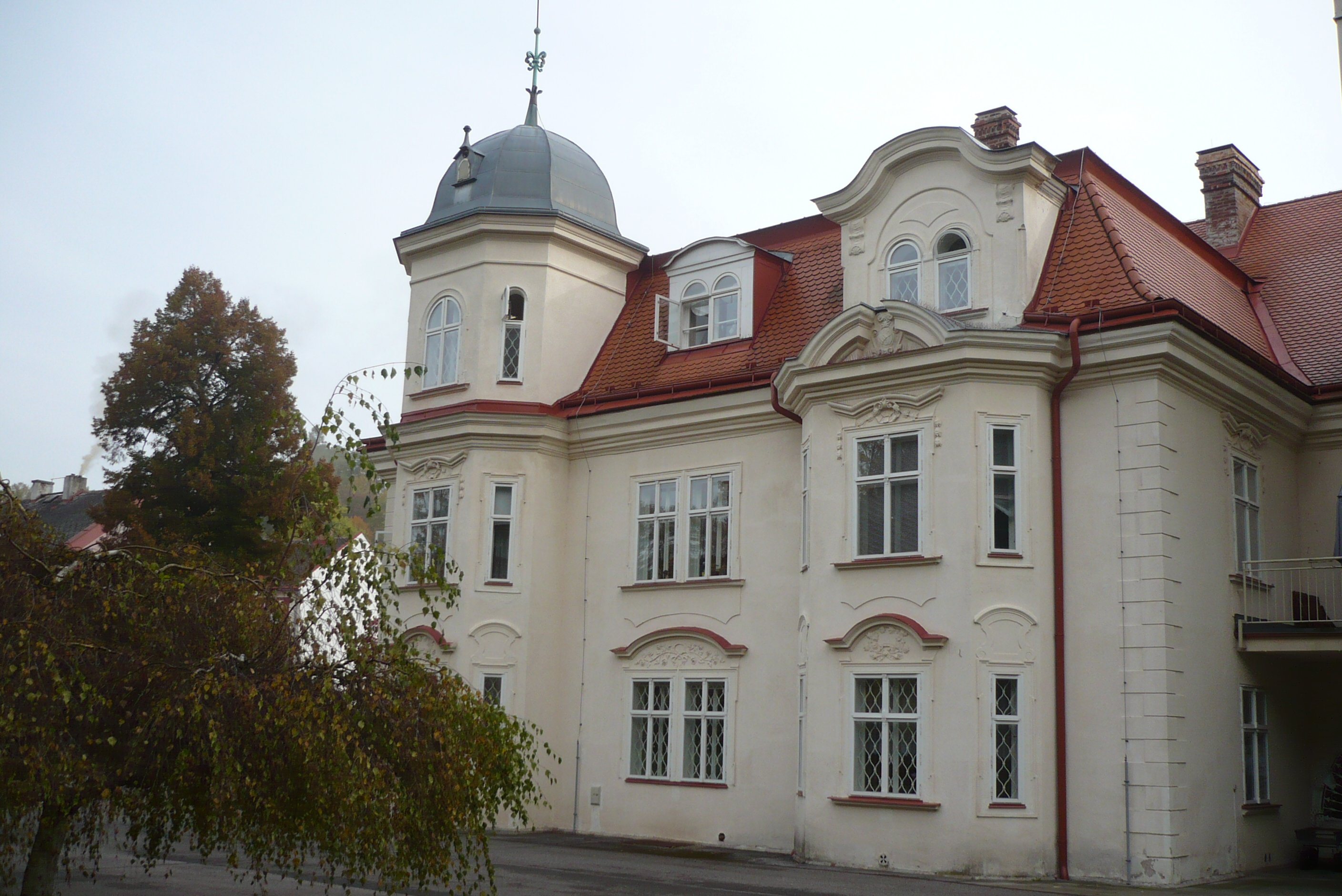
Ryzalit od zaplecza
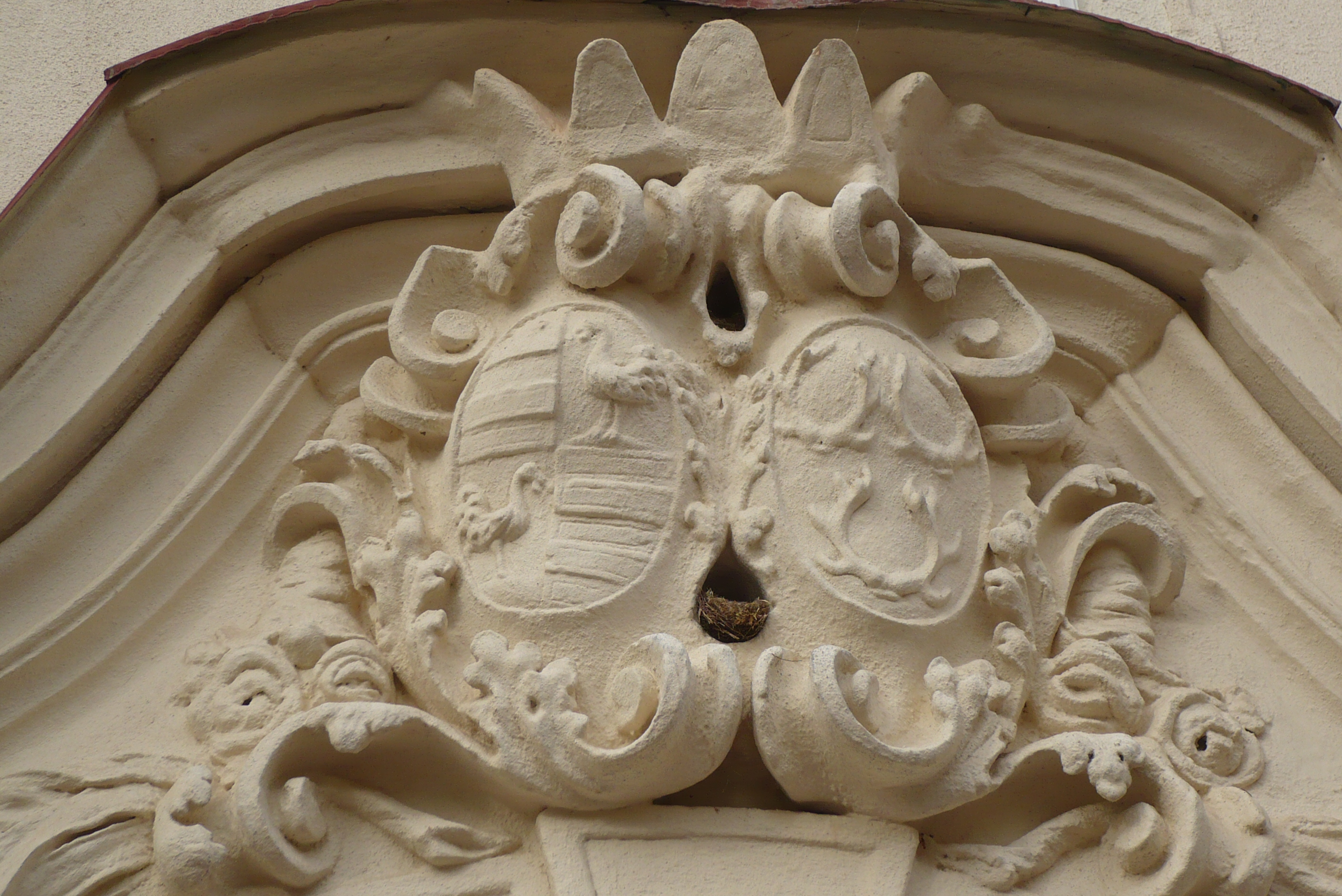
Herby Schmidel von Schmiden i Guttenstein
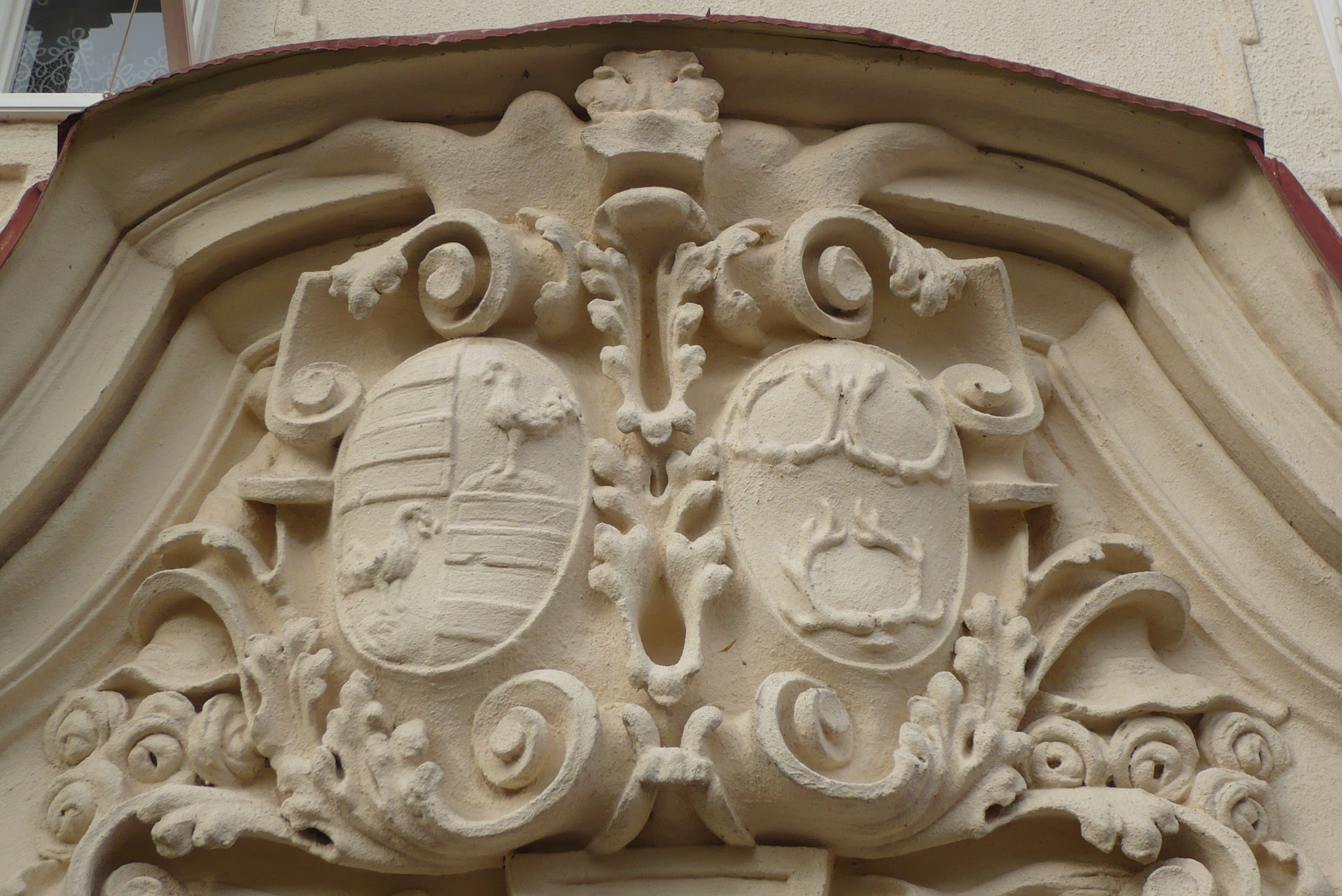
Herby Schmidel von Schmiden i Guttenstein
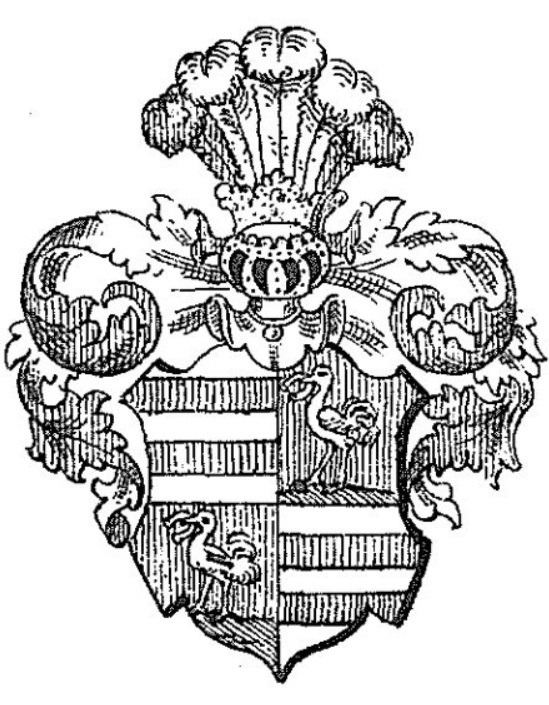
Herb Schmidel von Schmiden
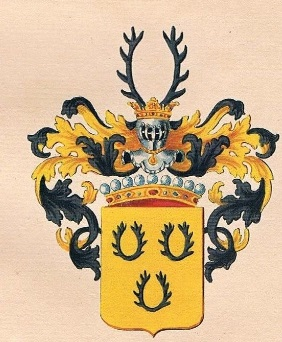
Herb von Guttenstein